# Aplekton
Aplekton (en griego: ἄπληκτον, del latín applicatum) era un término bizantino utilizado en durante los siglos X-XIV para una base militar fortificada (en ese sentido similar al metaton) y más tarde en el periodo paleólogo con la obligación de alojar soldados.

## Historia y funciones
Los aplekta servían como áreas de reunión y aprovisionamiento del ejército, usadas para congregar a los ejércitos provinciales de los themata junto a las fuerzas imperiales principales para una campaña. Datan probablemente del reinado del emperador Constantino V (r. 741–775). El campamento de Malagina en Bitinia era el más cercano a la capital de Constantinopla y es mencionado en 786/787. Otras bases existieron en Anatolia. Basilio I (r. 867–886) menciona Kaborkin, Koloneia y Kaisareia, además de usar Bathys Ryax para expediciones contra los paulicianos. Su sucesor, Constantino VII Porfirogéneta (r. 945–959), en su tratado militar menciona los aplekta oeste a del este como : Malagina, Dorylaion, Kaborkin, Koloneia, Kaisareia y Dazimon. Además de tales campamentos, hay evidencias en la literatura del uso de Kepoi (en las bocas del río Menderes) y Phygela, en Diabasis en Tracia, así como del uso de grandes campamentos en Hebdomon cerca de Constantinopla y en Adrianópolis.
El emperadores Comneno, en peor situación militar y carentes de profundidad estratégica, continuaron este sistema y añadieron campamentos (ya no denominados aplekta pero cumpliendo la misma función) en Gounaria en Paflagonia, en Crisópolis en Bitinia, Pelagonia en Macedonia occidental, Serdica (actual Sofía), Kypsella en Tracia (cerca del río Maritsa) y en Lopadion en el río Rhyndacus en Anatolia occidental. Para las expediciones contra los turcos selyúcidas se establecieron nuevos campamentos por orden del emperador Manuel I Comneno (r. 1143–1180) en Dorylaion y Soublaion.